# Tercera carta de Joan
La Tercera carta de Joan és el llibre més curt del Nou Testament, i una de les epístoles generals o catòliques. Cronològicament parlant, hem de situar aquesta carta entre finals del segle I i principis del II, com les dues primeres cartes A diferència de 1Jn, que és dirigida a un grup de comunitats, i 2Jn, que es dirigeix a una comunitat, 3Jn es tracta d'una carta dirigida a una sola persona.

## Autoria
La visió tradicional és que la carta va ser escrita per un deixeble de Jesús, Joan, fill de Zebedeu, probablement a Efes quan ja era d'edat avançada. El contingut, llenguatge i estil de l'epístola indiquen una autoria comuna entre l'autor i l'evangeli de Joan, així com de les altres dues epístoles que se li atribueixen. L'autor de 3Jn es presenta com "l'ancià", com a la Segona carta de Joan. La identificació tradicional de l'evangelista Joan amb l'apòstol Joan no és compartida pels estudiosos contemporanis. Sovint es parla de l'autor o autors que pertanyen al cercle joànic o comunitat joànica.

## Destinataris
L'ancià, que probablement era responsable d'un grup de comunitats (vv.9-10), dirigeix aquesta carta a l'"estimat Gaius", que és reconegut com a amant de la "veritat" (v.1), fidel i generós (vv. 5-8). Es desconeix si aquest Gaius és el macedoni citat a Fets 19,29, l'habitant de Derba de Fets 20,4, el mencionat a Romans 16,23 o a 1Co 1,14.

## Contingut
| Versicles | Contingut                  |
| --------- | -------------------------- |
| 1-3       | Salutació                  |
| 5-8       | Elogi de Caius             |
| 9-11      | Mala conducta de Diotrefes |
| 12        | Elogi de Demetri           |
| 13-14     | Comiat                     |

La finalitat de la carta és que Gaius torni a acollir un grup de germans, liderats aquesta vegada per Demetri, per la seva condició de forasters. D'una altra banda també l'adverteix d'un líder cristià de la mateixa església, anomenat Diòtrefes, que era autoritari, feia males obres i que no els havia acollit anteriorment.